# Bas-Vully
Bas-Vully es una comuna suiza del cantón de Friburgo, situada en el distrito de See a orillas del lago de Morat. Limita al norte con las comunas de Ins (BE) y Müntschemier (BE), al este con Murten/Morat, al sureste con Galmiz, al sur con Muntelier, y al oeste con Haut-Vully.